# Список царей Тира
Царь Тира — правитель города и его владений в древности.
| Имя                                                        | Даты правления                                     | Основные события правления |
| ---------------------------------------------------------- | -------------------------------------------------- | --- |
| NN                                                         | первая половина XIV века до н. э.                  | данник правителей Египта |
| Абимилки                                                   | вторая половина XIV века до н. э.                  | сын предыдущего; первый известный по имени царь Тира; упоминается в Амарнских письмах                                             |
| Абибаал                                                    | первая половина X века до н. э.                    | основатель новой династии |
| Хирам I Великий                                            | середина X века до н. э.                           | сын Абибаала; наиболее могущественный из тирских царей                                                                            |
| Баалезор I                                                 | вторая половина X века до н. э.                    | сын Хирама I |
| Абдастарт                                                  | последняя треть X века до н. э.                    | сын Баалезора I; убит |
| Метастарт                                                  | конец X века до н. э.                              | узурпатор престола |
| Астарт                                                     | конец X века до н. э.                              | сын Деластарта; возможно, родственник царя Абдастарта I                                                                           |
| Астарим                                                    | начало IX века до н. э.                            | брат Астарта; убит |
| Фелет                                                      | первая половина IX века до н. э.                   | брат Астарта; убил своего предшественника; также убит                                                                             |
| Итобаал I                                                  | первая половина IX века до н. э.                   | убил своего предшественника и основал новую династию; отец Иезавели; данник Ашшурнацирапала II                                    |
| Баалезор II                                                | середина IX века до н. э.                          | сын Итобаала I; данник Салманасара III                                                                                            |
| Маттан I                                                   | вторая половина IX века до н. э.                   | сын Баалезора II; упоминается в античных мифах                                                                                    |
| Пигмалион                                                  | ок. 820—773 годы до н. э.                          | сын Маттана I; изгнал сестру Дидону, уплывшую из Тира в Ливию и основавшую там Карфаген                                           |
| Милькирам                                                  | середина VIII века до н. э.                        | известен только по надписям |
| Итобаал II                                                 | до 739/738 года до н. э.                           | данник Тиглатпаласара III |
| Хирам II                                                   | 739/738 — ок. 730 годы до н. э.                    | данник Тиглатпаласара III; участник антиассирийского восстания; свергнут                                                          |
| Маттан II                                                  | ок. 730—727 годы до н. э.                          | сверг своего предшественника; данник Тиглатпаласара III                                                                           |
| Элулай                                                     | ок. 727—690-е годы до н. э.                        | также царь Сидона; участник восстаний против Тиглатпаласара III, Саргона II и Синаххериба                                         |
| Баал I                                                     | ок. 680—660/640 годы до н. э.                      | данник Асархаддона; участник антиассирийского восстания; заключил с Асархаддоном договор; неудачно восставал против Ашшурбанапала |
| Йахимилк                                                   | ок. 660/640—630 годы до н. э.                      | сын Баала I; возможно, наследовал отцу                                                                                            |
| Итобаал III                                                | до 573/571 года до н. э.                           | участвовал в восстании против Навуходоносора II, во время которого вавилоняне 13 лет осаждали Тир                                 |
| Баал II                                                    | 573/571—564/563 годы до н. э.                      | данник Навуходоносора II; после его смерти царская власть в Тире была временно ликвидирована                                      |
| суффеты: Йакинбаал Хелбес Аббар Меттен и Герастарт Балатор | 564/563—556/555 годы до н. э.                      | при суффетах от Тира отделились почти все его колонии                                                                             |
| Мербаал                                                    | 556/555—553/551 годы до н. э.                      | получил престол с согласия Набонида                                                                                               |
| Хирам III                                                  | 553/551—533/531 годы до н. э.                      | брат Мербаала; данник Набонида и Кира II Великого                                                                                 |
| Итобаал IV                                                 | последняя треть VI века до н. э.                   | сын Хирама III; данник Камбиса II                                                                                                 |
| Хирам IV                                                   | ок. 500 года до н. э.                              | данник Дария I |
| Маттан III                                                 | начало V века до н. э.                             | сын Хирама IV; данник Ксеркса I; участник битвы при Саламине                                                                      |
| Абдастарт II                                               | ок. 359—349 годы до н. э.                          | получил престол в результате восстания горожан; бунтовал против Артаксеркса III; лишён престола персами                           |
| Азимилк                                                    | ок. 349 года до н. э. — не ранее 332 года до н. э. | данник Дария III; подчинился Александру Великому после взятия Тира македонянами                                                   |